# ジエゴ・カバリエリ
ジエゴ・カバリエリ (Diego Cavalieri, 1982年12月1日 - ) は、ブラジル・サンパウロ出身の元サッカー選手。現役時代のポジションはGK。

## 経歴
2001年からSEパルメイラスのユースチームに所属し、2002年にトップチームデビューを果たす。
2008年の夏期移籍期間には、所属チーム・パルメイラスに放出の意向もあり、欧州のクラブへ移籍すると見られていた。バレンシアCFがオファーを出したとの報道もあったが、7月11日にリヴァプールFCへの移籍が決定した。契約は2012年までの4年間で、移籍金は不明。イタリアのパスポートも所持しているため、外国人選手枠には入らないというメリットもある。本人はリヴァプールの正GK・ペペ・レイナとのポジション争いへの意欲を見せたが、移籍1シーズン目はリーグ戦出場はなかった。
2010年8月23日にイタリアのACチェゼーナに移籍することが決定した。だがリーグ戦の出場が1試合もないまま、2010年12月に母国ブラジルのフルミネンセFCへ移籍した。2017年シーズン終了後にフルミネンセFCを退団した。
2018年3月2日、クリスタル・パレスFCとシーズン終了までの契約を締結した。
2018年12月、ボタフォゴFRに加入した。

## プレースタイル
母国ブラジルではトップクラスのゴールキーパーと評される。

## 代表
2012年11月13日、スーペルクラシコ・デ・ラス・アメリカスに向けてマノ・メネーゼス監督に招集されブラジル代表としてデビューした。

## タイトル

### クラブ
SEパルメイラス
- カンピオナート・ブラジレイロ・セリエB : 2003
- カンピオナート・パウリスタ : 2008

フルミネンセFC
- カンピオナート・ブラジレイロ・セリエA : 2012
- カンピオナート・カリオカ : 2012

### 代表
- FIFAコンフェデレーションズカップ : 2013

### 個人
- プレミオ・クラッキ・ド・ブラジレイロン : 2012
- ボーラ・ジ・プラッタ : 2012